# 希頓公園
希頓公園（英語：Heaton Park）是位於英國城市曼徹斯特的一座公園，其面積達600英畝（242.8公頃）。公園內有英國一級登錄建築希頓大廳。

## 外部連結
- Heaton Park official website
- Greater Manchester County Records Office Archives
- Save Heaton Park website